# 甘棠乡 (屏南县)
甘棠乡是中国福建省宁德市屏南县下辖的一个乡。

## 行政区划
甘棠乡共辖17个行政村，分别是：
甘棠村、南山村、王林村、梅花地村、新田村、瑞云村、上山登村、下山登村、下山口村、彩虹村、浙洋村、坂兜村、巴地村、际下村、前院村、小梨洋村和洋头寨村。

## 文化
漈下村为中国历史文化名村之一。2012年，漈下村被评为首批“中国传统村落”。